# Justicia leonardii
Justicia leonardii är en akantusväxtart som beskrevs av Wasshausen. Justicia leonardii ingår i släktet Justicia och familjen akantusväxter. Inga underarter finns listade i Catalogue of Life.